# Torre Arias (métro de Madrid)
Torre Arias est une station de la ligne 5 du métro de Madrid. Elle est établie sous la rue d'Alcalá, à l'intersection avec la rue de Canillejas a Vicálvaro, dans l'arrondissement de San Blas-Canillejas, à Madrid en Espagne.

## Situation sur le réseau
La station se situe entre Canillejas au nord-est, en direction de Alameda de Osuna et Suanzes au sud-ouest, en direction de Casa de Campo.  Elle possède deux voies et deux quais latéraux.

## Histoire
La station est ouverte le 18 janvier 1980, lors de la mise en service d'une section de la ligne 5 entre Ciudad Lineal et Canillejas.

## Services aux voyageurs

### Accès et accueil
La station possède deux accès sur la rue d'Alcalá équipés d'escaliers et d'escaliers mécaniques, mais sans ascenseur.

### Intermodalité
La station est en correspondance avec les lignes d'autobus n°77, 105, 140, 153 et N5 du réseau EMT.

## À proximité
La station est située en face du parc Quinta de Torre Arias.